# Lotnisko Altlichtenwarth
Lotnisko Altlichtenwarth (Flugplatz Altlichtenwarth) – lotnisko obsługujące Altlichtenwarth w Austrii (Dolna Austria).